# União Madeira
Der Clube de Futebol União, kurz CF União und im deutschen Sprachraum bekannt als União Madeira, war ein Fußballverein aus Funchal, der Hauptstadt der portugiesischen Insel Madeira. Er wurde am 1. November 1913 gegründet und ist einer der ältesten Fußballvereine Portugals. In den Saisons 1989–1992 sowie 1993–1995 spielte der Verein in der Primeira Divisão. Nach zwischenzeitlichem Abstieg gehörte er seit 2011 wieder der Segunda Liga an. In der Saison 2014/15 gelang mit dem zweiten Platz hinter CD Tondela wieder der Aufstieg in die höchste portugiesische Spielklasse, die Primeira Liga. Nach nur einem Jahr folgte jedoch wieder der Abstieg.
Seine Heimspiele trug der Verein bis zu seinem Aufstieg in die Primeira Divisão auf dem Campo do Adelino Rodrigues aus. Seit der Saison 2015/16 trug der Verein seine Heimspiele im Estadio Centro Desportivo da Madeira in Ribeira Brava (Madeira) aus.
Der Verein wurde am 23. November 2021 aufgelöst.

## Spieler
- Aleksandar Sarić (1997–1999)